# Фатімська таємниця
Фаті́мська таємни́ця — серія видінь та пророцтв дані Пресвятою Дівою Марією трьом португальським пастушкам (Люсії Сантос, Франсишку й Жасінті Марту) під час третього об'явлення 13 липня 1917 року. Таємниця складається з трьох частин.
Невід'ємною частиною Фатімської таємниці стали подальші індивідуальні видіння сестри Люсії: 10 грудня 1925 року в домі сестер Доротіян (м. Понтеведра) — Пресвята Діва з Дитятком Ісусом; 15 лютого 1926 року в Понтеведра — Дитя Ісус; 17 грудня 1927 року в каплиці сестер Доротіян, м. Туй — Ісус Христос; 13 червня 1929 року — Пресвята Трійця й Непорочне Серце Марії; 30 травня 1930 року — Ісус Христос; 1943 року — Ісус Христос; тощо.

## Загальна інформація

### Інформація про першу та другу частини

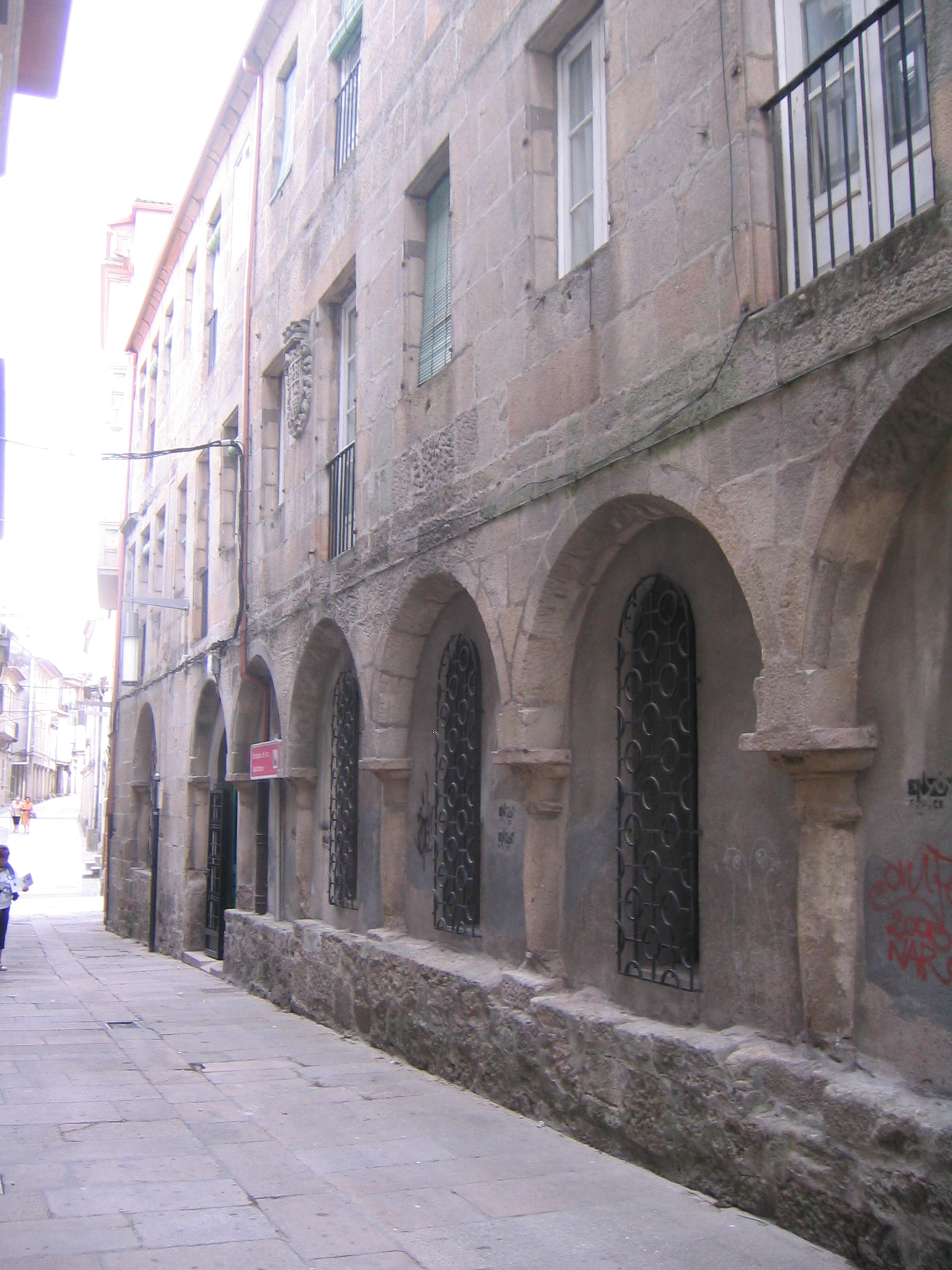
Монастир сестер Доротіян (Понтеведра, Іспанія)

Після візії Фатімської таємниці, Богородиця наказала нікому про це не розповідати (окрім Франциско). Діти сумлінно виконували цей наказ. Невдовзі помирають Франциско (1919 року) та Жасінта (1920 року) й Люсія стає єдиним свідком нерозкритої таємниці. Окрім Фатімського об'явлення важливою частиною її життя стають індивідуальні видіння Ісуса Христа й Діви Марії.
Перебуваючи в стінах монастиря, сестра Люсія продовжувала зберігати Фатімську таємницю. 1927 року, отримавши наказ від свого сповідника письмово розповісти про таємницю, сестра Люсія не знала як вчинити. В будь-якому випадку вона б порушувала свою обітницю послуху або перед Дівою Марією, або перед церквою. 17 грудня 1927 року сестра підійшла до кивота в каплиці сестер Доротіян, щоб запитати про це Ісуса Христа. Наступної миті вона почула голос:
|  | Моя доню, напиши те, про що тебе просять, і все, що виявила тобі Пречиста Діва в появі, коли говорила про це набожество, напиши це також. Стосовно решти Таємниці — продовжуй мовчати. |

12 вересня 1935 року, при ексгумації останків Жасінти, констатувалося, що її обличчя збереглося нетлінним. З цієї нагоди Єпископ Лейрії, Жозе Альвес Коррея да Сільва (José Alves Correia da Silva), вислав сестрі Люсії фотокартку. У відповідь, вона подякувала та згадала про чесноти своєї кузени. Згодом, на прохання єпископа, Люсія написала все що знала про життя Жасінти. Таким чином, у грудні 1935 року з'явився перший рукопис («I Спогад»).
У квітні 1937 року о. Айреш да Фонсека (Ayres da Fonseca) зауважив єпископу Лейрії, що перша розповідь сестри дозволяє припустити існування іншої цікавої інформації, про яку ще не відомо. Прелат видав нове розпорядження для с. Люсії — написати історію її життя. У період з 7 по 21 листопада 1937 року був створений «II Спогад», де вже згадуються появи Богородиці та Ангела Миру.
1941 року канонік Ґамбала де Олівейра (Galamba de Oliveira) готував до друку нове видання книги про Жасінту й єпископ Жозе да Сільва запропонував Люсії пригадати невідомі раніше факти з життя її кузени. 31 серпня 1941 року датований «III Спогад», у якому сестра вирішила відкрити дві перші частини Фатімської таємниці. Здивований таким несподіваним кроком черниці, Ґамбала де Олівейра вимагає від Єпископа, щоб він наказав с. Люсії відкрити всю інформацію. Жозе да Сільва зайняв нейтральну позицію. Він лише запропонував сестрі повністю описати історію всіх появ. 8 грудня 1941 року був закінчений «IV Спогад». Він містить все з того, що знала та змогла згадати сестра Люсія (окрім третьої частини таємниці).

### Інформація про третю частину

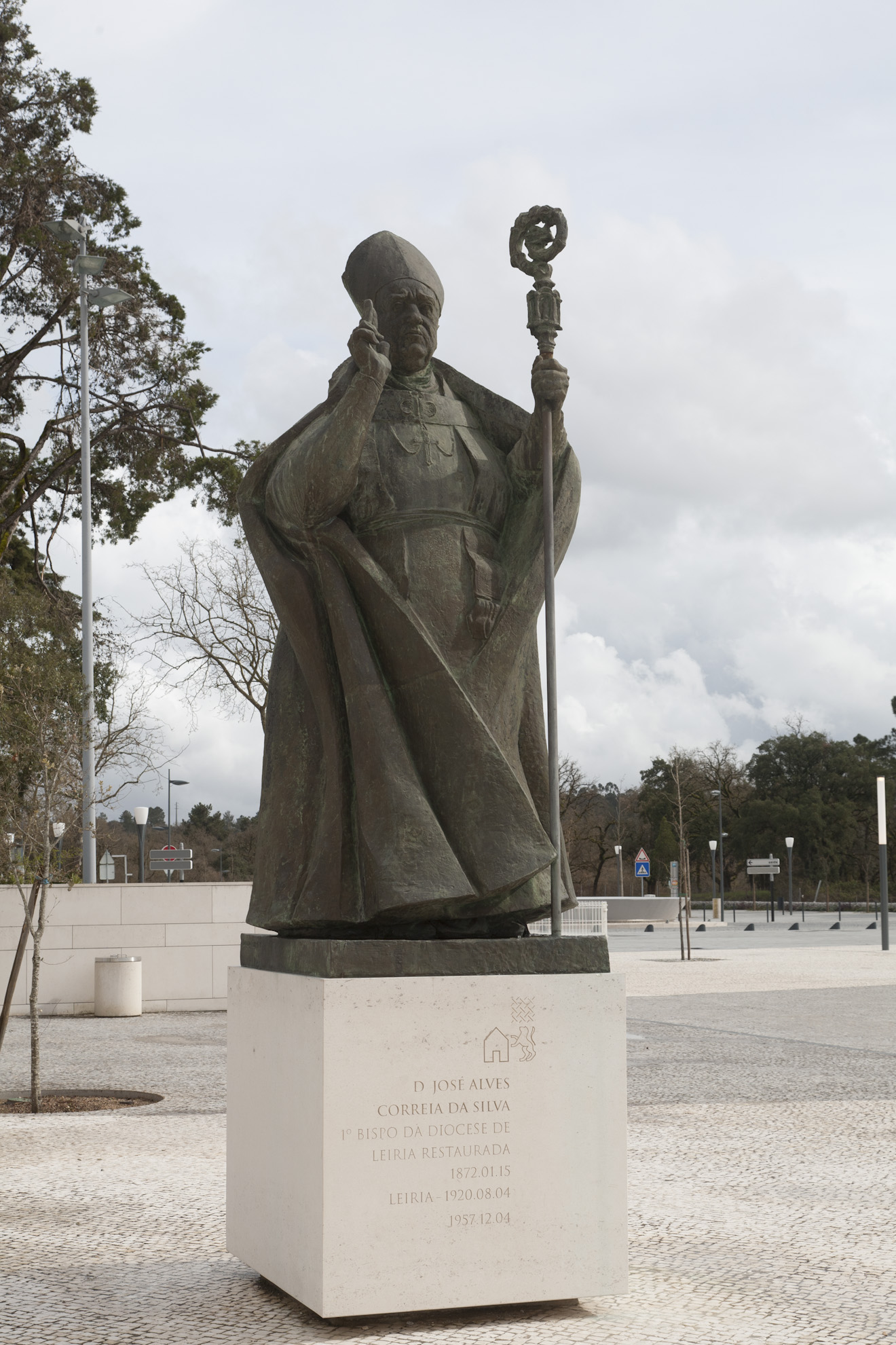
Статуя єпископа Жозе да Сільва (м.Фатіма)

На початку червня 1943 року, перебуваючи в монастирі сестер Доротіян в місті Туй, Люсія захворіла на плеврит. Спершу хвороба здавалася несерйозною, потім почала швидко прогресувати. Ситуація була критична, що сильно занепокоїло Єпископа Жозе да Сільва. В разі смерті очевидиці, третя частина таємниці була б назавжди втрачена, а розголошувати її в той час вона не збиралася. Канонік Ґамбала де Олівейра, радник та товариш єпископа, запропонував вихід із цієї ситуації: просити сестру негайно записати інформацію, помістити в конверт та запечатати. Коли прийде час, відкрити і оприлюднити.
15 вересня 1943 року Єпископ Лейрії відвідав прикуту до ліжка сестру та запропонував їй записати Таємницю, якщо вона сама того бажає. У відповідь Люсія сказала, що не хоче брати на себе відповідальність за такі дії без Божого дозволу або офіційного, письмового наказу Єпископа. В середині жовтня 1943 року Жозе Альвес да Сільва видав черниці офіційний дозвіл на запис третьої частини Фатімської таємниці.
Сестра Люсія тричі протягом двох із половиною місяців безуспішно намагалася записати пророцтво Богородиці. Кожен раз їй заважали якісь труднощі або внутрішні протиріччя. На Святвечір, 24 грудня 1943 року вона написала Апостольському адміністратору м. Туй о. Антоніо Гарсії (Don Antonio Garcia), що досі не може цього зробити. 2 січня 1944 року Діва Марія з'явилася Люсії. Богородиця її підтримала та повідомила, що Бог дозволяє записати Таємницю. 9 січня 1944 року сестра Люсія написала Єпископу:
|  | Я записала те, про що ви мене просили. Бог захотів трохи випробувати мене, хоча, зрештою, це дійсно була Його Воля: він [текст] є запечатаний в конверті і лежить в записнику … . Оригінальний текст (англ.) I have written what you asked me; God willed to try me a little, but finally this was indeed His will: is sealed in an envelope and it is in the notebooks ... . |

Текст останньої частини Таємниці с. Люсія поклала в конверт, який запечатала та адресувала Єпископу Лейрії. Конверт поклала в записну книжку. Очевидиця відмовилася пересилати документи поштою або віддавати їх в руки будь-кому, окрім єпископа. 17 червня 1944 року в місті Валенса сестра Люсія зустрілася з титулярним Єпископом Ґурзи (Мануїл Марія Ферейра да Сільва) і передала йому записник із конвертом. Ввечері того ж дня Мануїл да Сільва передав документи єпископу Лейрії (Жозе Альвес Коррейра да Сільва), який в той час перебував у своїй заміській резиденції «La Formiguera» недалеко від м. Браґа. Після цього Жозе да Сільва перевіз документи до єпископського палацу Лейрії.
За заявами Люсії, зміст Таємниці не можна було опубліковувати до її смерті або до 1960 року, в залежності від того, що настане раніше. Згідно з іншою її заявою, таємницю необхідно було оприлюднити 1960 року. Також, отримавши Таємницю, єпископ Лейрії мав право її прочитати й винести на загал під свою відповідальність, але відмовився.

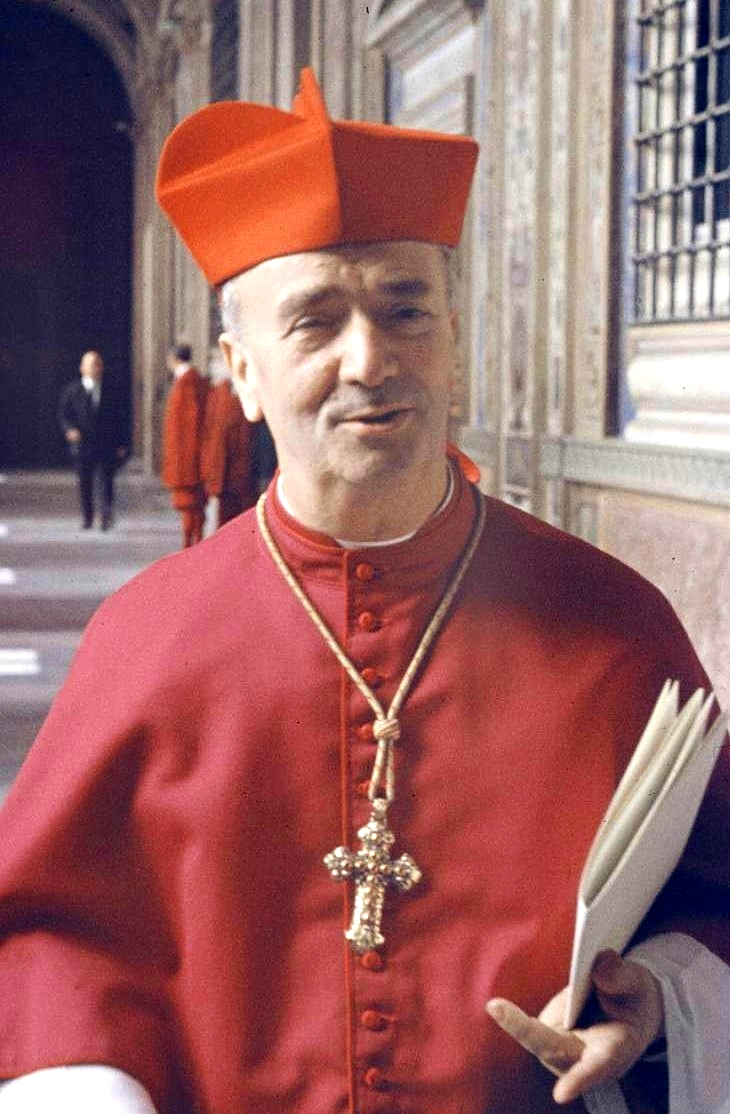
Кардинал Альфредо Оттавіані (1958 рік)

Ще 1944 року Жозе да Сільва запропонував переказати документи до Ватикану, але, за свідченнями кардинала Альфредо Оттавіані (Alfredo Ottaviani), отримав розпорядження зберігати їх в єпископській курії в Лейрії. 8 грудня 1945 року єпископ Жозе да Сільва поклав запечатаний конверт Люсії в більший конверт, запечатав воском і підписав:
|  | Конверт цей разом з листом після моєї смерті повинен бути переданий Його Ексцеленції кардиналові Емануелю, патріарху Лісабона. Лейрія, 8 грудня 1945 † Жозе, єпископ Лейрії. Оригінальний текст (порт.) Este envelope com o seu conteúdo será entregue a Sua Eminencia O Sr. Cardeal D. Manuel, Patriarca de Lisboa, depois da minha morte. Leiria, 8 de Dezembro de 1945. † José, Bispo de Leiria. |

На початку 1957 року Свята Палата витребувала від курії Лейрії переслати до Ватикану конверт сестри Люсії, її записник та фотокопії всіх листів. 16 березня 1957 року єпископ Лейрії передав документи своєму помічнику, єпископу Жоао Перейра Венансіо (João Pereira Venâncio), для їх подальшого транспортування. Перед цим, Жозе да Сільва, незважаючи на прохання єп. Венансіо розкрити конверт і прочитати Таємницю, вкотре відмовився це зробити.
Отримавши документи для передачі Апостольському нунцію в Лісабоні, єп. Жоао Перейра Венансіо скористався нагодою і дослідив їх. Він просвітив конверт та занотував свої спостереження. В середині великого конверту (єпископського) був менший (с. Люсії); в малому конверті (12х18 см) був один аркуш паперу (9х14 см) з полями ¾ см та 20-25 рядків тексту.
У квітні 1957 року Фернандо Сенто (Апостольський Нунцій в Лісабоні) вручив документи Папі Римському Пію XII. Невдовзі Папа помер, залишивши конверт запечатаним. Важливо зазначити, що існують розбіжності, коли саме документи доставили в Святу Палату. Офіційну версію Ватикану озвучив кардинал Тарчізіо Бертоне — 4 квітня 1957 року. Хоча, Frère François говорить таке:
|  | Прибувши до Ватикану 16 квітня 1957 року, Таємниця, безсумнівно, була покладена на стіл Папи Пія XII, в середину невеликого ящика на якому був надпис Secretum Sancti Officii (Секрети Святої Палати). |

Критики Ватикану стверджують, що обидві дати справжні, оскільки стосуються двох різних текстів пов'язаних із третім пророцтвом.

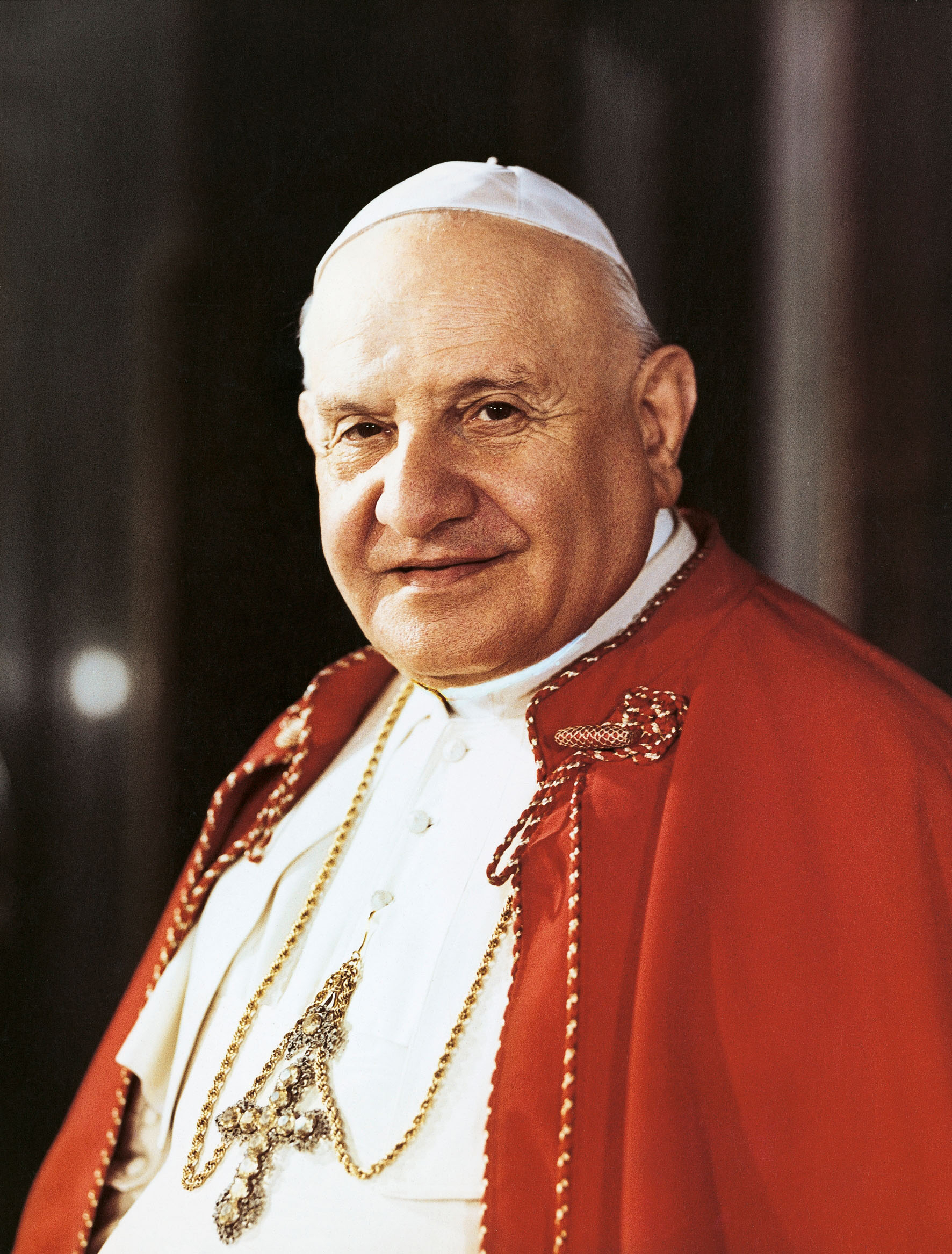
Папа Іван XXIII

28 жовтня 1958 року наступним Папою став Іван XXIII. За свідченнями єпископа Capovilla, 17 серпня 1959 року Папа розкрив конверт та спробував прочитати Таємницю, але не зміг самостійно розтлумачити специфічні вирази португальського діалекту. Через кілька днів перекладач Секретаріату, Paulo José Tavares прочитав текст таємниці Івану XXIII та його духівнику. З іншого боку, кардинал Оттавіані говорить, що конверт було розкрито та прочитано 1960 року і Папа без проблем сам його переклав. На думку Антоніо Соцці (Antonio Socci) та інших критиків, це знову вказує на існування двох різних текстів, що стосуються третьої частини Таємниці. Після ознайомлення, Папа сказав, що таємниця не стосується його понтифікату та нехай її оцінюють інші. 8 лютого 1960 року Ватикан офіційно заявив, що не буде оприлюднювати третю частину Фатімської таємниці:
|  | Це рішення влади Ватикану ґрунтується на різних причинах: 1) Сестра Люсія ще живе. 2) Ватикан вже знає зміст листа. 3) Хоча Церква визнає Фатімське об'явлення, проте не хоче брати на себе відповідальність гарантувати достовірність слів пастушків, які, за їхнім твердженням, почули від Богородиці. У таких обставинах, найбільш вірогідним є те, що Фатімська Таємниця назавжди залишиться закритою. Оригінальний текст (англ.) The decision of the Vatican authorities is based on various reasons: 1. Sister Lucia is still living. 2. The Vatican already knows the contents of the letter. 3. Although the Church recognizes the Fatima apparitions, she does not pledge herself to guarantee the достовірність of the words which the three little shepherds claim to have heard from Our Lady.In these circumstances, it is most probable that the Secret of Fatima will remain, forever, under absolute seal. |

1 жовтня 1963 року в німецькій щотижневій газеті «Нова Європа» («Neues Europa») був опублікований текст, який, як заявлялося, розкриває основний зміст прихованого пророцтва. Автор публікації — Louis Emrich. Основні тези: сатана в церкві; протистояння між єпископами; духовна темрява та занепад церкви; ще гірша світова війна в другій пол. XX ст.; багатомільйонні жертви за короткий час; постапокаліптичне суспільство.

Зміст публікації відразу викликав хвилю критики. Хоча, були й пропоненти. Серед них — отець Messias D. Coelho, професор семінарії в м. Фундан (Португалія) й редактор релігійної газети «Послання Фатіми». Анонімні джерела у Ватикані, обізнані з листом Люсії, повідомили йому, що обидва тексти дуже сильно схожі за змістом. Монсеньйор Corrado Balducci, католицький теолог та працівник Ватиканської курії, розповів про діалог, свідком якого він став. Отець Mastrocola, директор релігійного інформаційного бюлетеня «Santa Rita», попросив кардинала Аттавані дати дозвіл на передрук публікації із газети «Нова Європа». У відповідь кардинал сказав, щоб він видав стільки копій, скільки зможе, бо Діва Марія наказала зробити це ще 1960 року. 1981 року вдова Louis Emrich в інтерв'ю професору Hans Bender сказала, що її чоловік, перед тим як написати статтю, протягом довгого часу спілкувався зі «священиком із Рима».

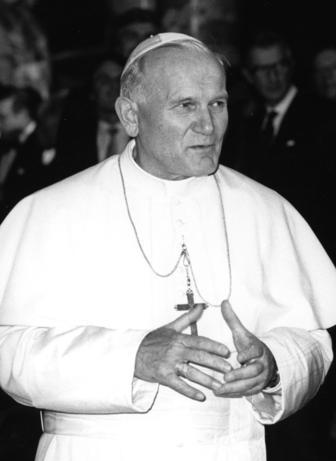
Папа Іван Павло II (1980 рік)

В жовтні 1981 року Папа Іван Павло II проводив зустріч із інтелектуалами в м. Фульда. На запитання, чи не варто оприлюднити третю таємницю він відповів:
|  | Беручи до уваги всю серйозність змісту, мої попередники … вирішили відкласти публікацію, щоб не підбадьорювати комуністів у здійсненні певних кроків. Разом з тим, було б боляче для всіх християн знати це: якщо є послання, в якому написано, що океани затоплять землю й в одну мить зникнуть мільйони, по-правді, таке послання більше не є тим, чого так бажаєш … . Оригінальний текст (англ.) Given the seriousness of the contents, my predecessors… preferred to postpone publication so as not to encourage the world power of Communism to make certain moves. On the other hand, it should be sufficient for all Christians to know this: if there is a message in which it is written that the oceans will flood whole areas of the earth, and that from one moment to the next millions of people will perish, truly the publication of such a message is no longer something to be so much desired … . |

Наступники Івана XXIII, понтифіки Павло IV та Іван Павло I читали таємницю, але жоден не наважився її відкрити. Лише через 83 роки після об'явлення в Кова да Ірія (Фатіма), під кінець понтифікату Іван Павла II, церква зняла заборону на публікацію останнього пророцтва Фатіми.
13 травня 2000 року кардинал Анджело Содано заявив, що остання таємниця нарешті буде розкрита. Вона була опублікована 26 червня 2000 року. Тексти всіх трьох частин Фатімської таємниці розміщені на офіційному вебсайті Ватикану.
У травні 2017 року ТСН підготував випуск, у якому розповідалося про фатімську таємницю.

## Перша частина
Перша частина Таємниці: видіння пекла.
|  | Сказавши ці слова, Богородиця відкрила долоні і з них вийшло яскраве світло. Здавалось, проміння проникає глибоко в землю, й ми побачили океан вогню й у цьому вогні були язики полум'я з людськими обрисами. Вони плавали в пожежі, полум'я огортало їх і виходило з них разом із хмарами диму, падаючи на всі боки — подібно до падіння іскор під час великих пожеж — серед пронизливих криків і стогонів болю й розпачу, що жахали й змушували тремтіти від страху. Демони розрізнялися жахливими й огидними формами страшних і невідомих звірів, які були немов розпечене вугілля. |

Видіння тривало лише мить, але, за словами Люсії, якби не обіцянка Небесної Матері забрати їх до Неба, вони померли б із переляку й жаху.

## Друга частина
Друга частина Таємниці: про почитання Непорочного Серця Марії, закінчення Першої світової війни, присвячення Росії; про можливий початок Другої світової війни та загрозу поширення комунізму по всьому світу.
|  | — Ви бачили пекло, куди йдуть душі бідних грішників. Щоб їх спасти, Бог хоче встановити в світі побожність до Мого Непорочного Серця. Якщо зроблять те, що Я вам скажу, спасеться багато душ і настане мир. Війна скоро закінчиться, але, якщо не перестануть ображати Бога, в царюванні Пія XI почнеться друга війна, набагато гірша. Коли побачите ніч, освітлену невідомим сяйвом, то знайте, що це великий знак, даний Богом, який буде карати світ за його злочини, війною, голодом і переслідуванням Церкви й Святого Отця. Щоб запобігти цьому, Я прийду просити про присвячення Росії Моєму Непорочному Серцю й про відновлення Святого Причастя у перші суботи. Якщо послухають моїх прохань, Росія навернеться й настане мир; якщо ні, поширюватиме свої блуди по світі, спричиняючи війни і переслідування Церкви; праведні стануть мучениками, Святійший Отець багато страждатиме, багато націй буде знищено; наприкінці Моє Непорочне Серце восторжествує. Святійший Отець посвятить Мені Росію, що навернеться, і на деякий час світові буде подарований мир. У Португалії завжди зберігатиметься Догма Віри etc. |

## Третя частина
Третя частина Таємниці (офіційна): про переслідування християн у XX ст. та замах на вбивство Папи Римського.
|  | І.М.Й. Третя частина таємниці, розкрита 13 липня 1917 року у Кова-да-Ірії — Фатімі. Пишу тобі, мій Боже, в дусі послуху, який мені наказуєш в особі Владики, вельмишановного єпископа Лейрії і Моєї Пресвятої Матері. Після двох частин, які я вже представила, ми побачили з лівого боку нашої Пані трохи вище Ангела, котрий тримав у лівій руці вогняний меч, що іскрився у полум'ї. Здавалося, що воно підпалить світ. Щоправда, це полум'я гасло, як тільки стикалося зі світлом, скерованим на нього правою рукою нашої Пані. Ангел, показуючи правою на землю, дужим голосом промовив: «Покаяння! Покаяння! Покаяння!» Цієї миті ми побачили в неосяжному світлі, яким є Бог, «щось подібне до того, коли бачиш себе у дзеркалі», єпископа у білому вбранні. «Складалося враження, що це Святійший Отець». Багато єпископів, священиків, ченців і черниць піднімалися на вершину гори, де стояв великий хрест із неотесаних балок, які були з коркового, покритого корою дерева. Святіший Отець, перш ніж дістатися туди, минув велике місто, що було на половину зруйнованим. Він ішов невпевненим кроком, змучений болем і стражданням і молився за душі померлих людей, котрі лежали на його дорозі. Дійшовши до вершини гори, Святійший Отець став навколішки біля підніжжя Хреста. Тут Його убили солдати, влучивши в нього кілька разів із вогнепальної зброї і луків. За ним у такий самий спосіб один за одним загинули інші єпископи, священики, ченці і черниці та багато світських людей, чоловіків і жінок, які належали до різних верств і займали різне становище у суспільстві. По обидва боки Хреста стояли ангели, кожен з яких тримав у руці кришталевий келих, до яких вони збирали кров мучеників і нею окроплювали тих, хто наближався до Бога. Туй-3-1-1944 |

## Суперечки довкола третьої частини

### Офіційна позиція церкви

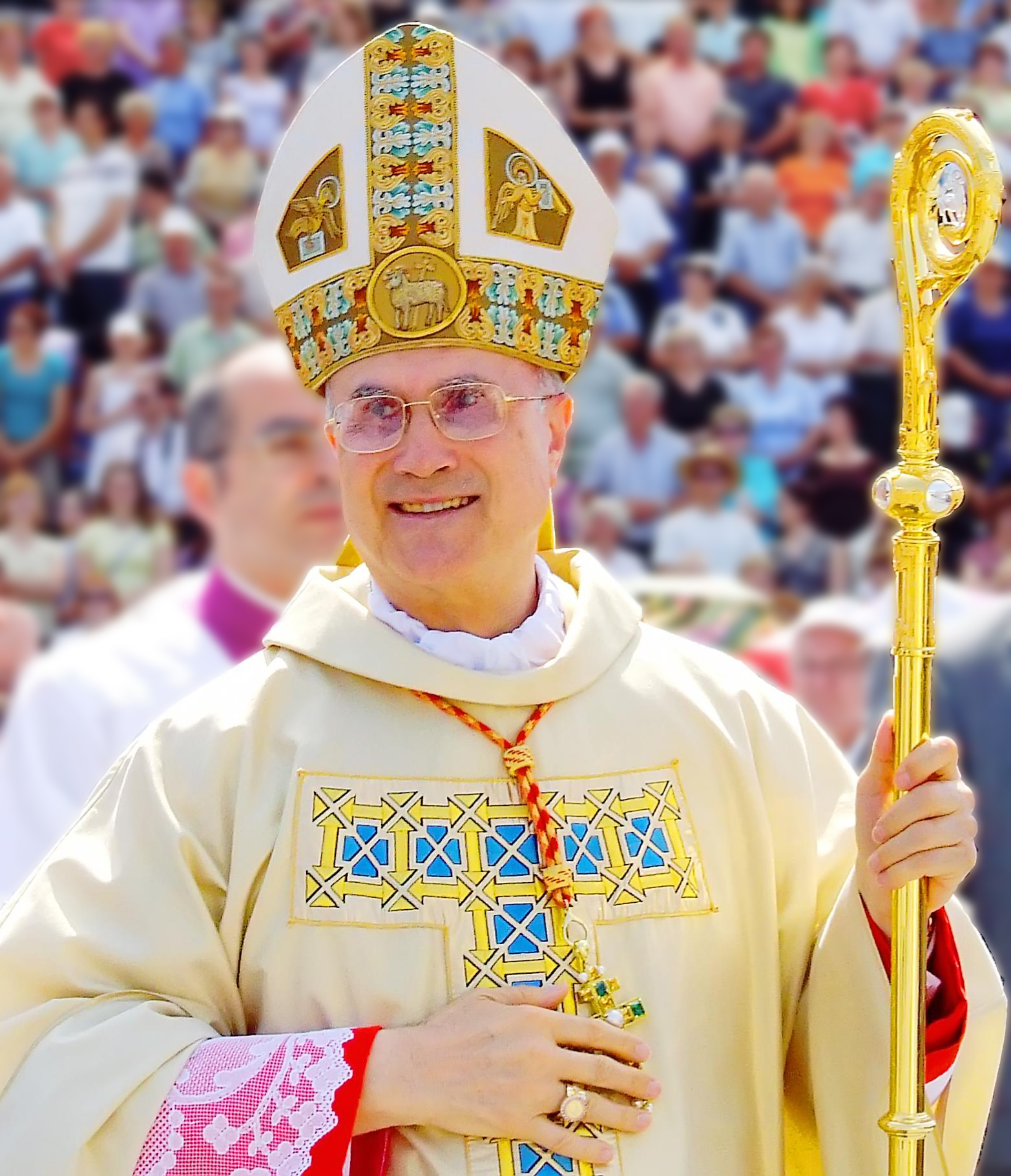
Кардинал Тарчізіо Бертоне (2010 рік)

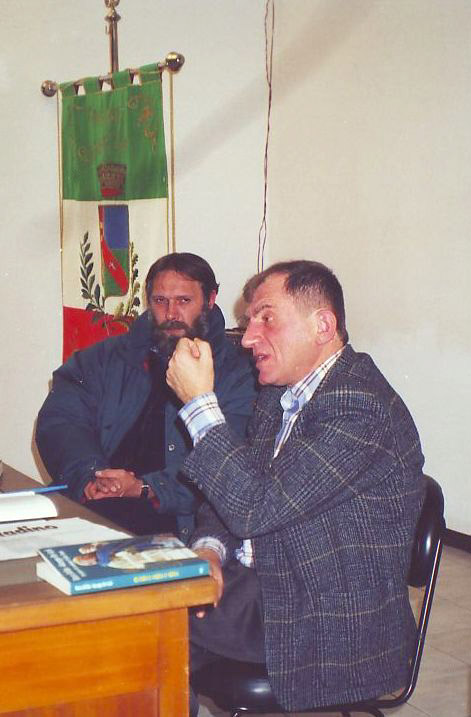
Джузеппе Де Карлі (1994 рік)

Основні тези офіційної позиції Ватикану: не існує іншого тексту, окрім того, що був опублікований; зміст таємниці належить до минулого, оскільки замах на Папу відбувся та СРСР розпався; всі прохання Діви Марії Фатімської були виконані; не існує окремої кризи церкви, але глобальна духовна зневіра тощо.
Пропоненти офіційної версії: кардинал Анджело Содано, кардинал Тарчізіо Бертоне, кардинал Даріо Кастрильйон Ойос (Darío Castrillón Hoyos), кардинал Йозеф Ратцінгер (нині Папа-емерит Бенедикт XVI), журналіст Джузеппе Де Карлі (Giuseppe De Carli) та інші.
- У своїй заяві Содано зазначив, що таємниця була про переслідування християн у XX столітті, яке завершилося невдалим замахом на Папу Іоанна Павла II 13 травня 1981 року.
- Поряд з текстом таємниці, тодішній кардинал Йозеф Ратцінгер (згодом Папа Бенедикт XVI) опублікував богословські коментарі, в яких говориться, що: «Уважне прочитання тексту так званого третього секрету Фатіми … ймовірно, розчарує чи здивує після всіх спекуляцій навколо неї. Жодна велика таємниця не розкривається, так само як і не відкривається майбутнє».

Після пояснення відмінностей між публічними і приватними одкровеннями, він застерігає людей, щоб вони не бачили в повідомленні визначену майбутню подію: «Мета видіння не показувати фільм про безповоротно фіксоване майбутнє. Його сенс якраз протилежний: воно покликане мобілізувати сили змін у правильному напрямку. Тому ми повинні повністю не враховувати фаталістичні пояснення „таємниці“, такі як, наприклад, стверджують, що потенційний вбивця 13 травня 1981 р. був лише знаряддям божественного плану, керованого Провидінням і тому не міг діяти вільно, або інші подібні ідеї у зверненні. Швидше за все, видіння говорить про небезпеки і про шляхи порятунку від них».
Потім він переходить до обговорення про символічної природи зображення, зазначивши, що: «Заключна частина „секрету“ використовує зображення, які Люсія, можливо, бачила в молитовних книгах і які черпають своє натхнення з давніх інтуїцій віри».
Що ж до змісту повідомлення: «Що залишилося вже очевидне, коли ми почали наші роздуми з тексту „секрету“: заклик до молитви, як шлях „порятунку душі“ і, аналогічно, заклик до покаяння та навернення».

### Критика та інші думки
Основні тези критики: офіційний текст не є той, який с. Люсія передала в конверті; ймовірно, існують два різні тексти: перший на 25 ліній, другий (офіційний) на 62 лінії; Фатімська таємниця говорить про події теперішні та майбутні; головний посил Пророцтва — криза в церкві, що йде від найвищого духовенства тощо.
Опоненти офіційної версії: Антоніо Соцці (Antonio Socci), отець Paul Kramer, отець Gregory Hesse, отець Nicholas Gruner, Christopher Ferrara, John Vennari, John Salza, Солідео Паоліні (Solideo Paolini), Вітторіо Мессорі та інші. До цього розділу також можна віднести прізвища людей, які впродовж десятиліть робили заяви та припущення, що, згодом, не збіглися з офіційною позицією Ватикану. В цій категорії переважно є теологи та представники духовенства, оскільки вони мали відповідні зв'язки й ширший доступ до документів: д-р Антоніо Бореллі (António Augusto Borrelli Machado), о. Антоніо Марія Мартінес, отець Augustine Fuentes, отець Joaquin Alonso, єпископ Alberto Cosme do Amaral, кардинал Маріо Луїджі Чаппі (Mario Luigi Ciappi), архієпископ Лоріс Каповілла (Loris Francesco Capovilla) etc.
- Отець Йозеф Швейгл (Joseph Schweigl) — австрійський єзуїт, викладач Григоріанського університету та Русікума (Collegium Russicum[en]). 1952 року він отримав дозвіл від Папи Пія XII зустрітися з сестрою Люсією та поставити їй «приблизно 31 запитання стосовно присвячення Росії». 2 вересня 1952 року він провів інтерв'ю з очевидицею.[39] Після свого повернення до Рима о. Йозеф сказав:

|  | Я не можу відкривати те, що я дізнався у Фатімі про Третю Таємницю. Можу лише сказати, що вона складається з двох частин. Перша стосується Папи. Друга, за логікою, — хоча я не повинен говорити нічого — має бути продовженням слів: У Португалії завжди буде збережена Догма Віри.[40] Оригінальний текст (англ.) I cannot reveal anything of what I learned at Fatima concerning the third Secret, but I can say that it has two parts: one concerns the Pope. The other, logically — although I must say nothing — would have to be the continuation of the words: «In Portugal the dogma of the Faith will always be preserved». |
Конгрегація Доктрини Віри заборонила публікацію інтерв'ю отця Йозефа Швейгла з сестрою Люсією.

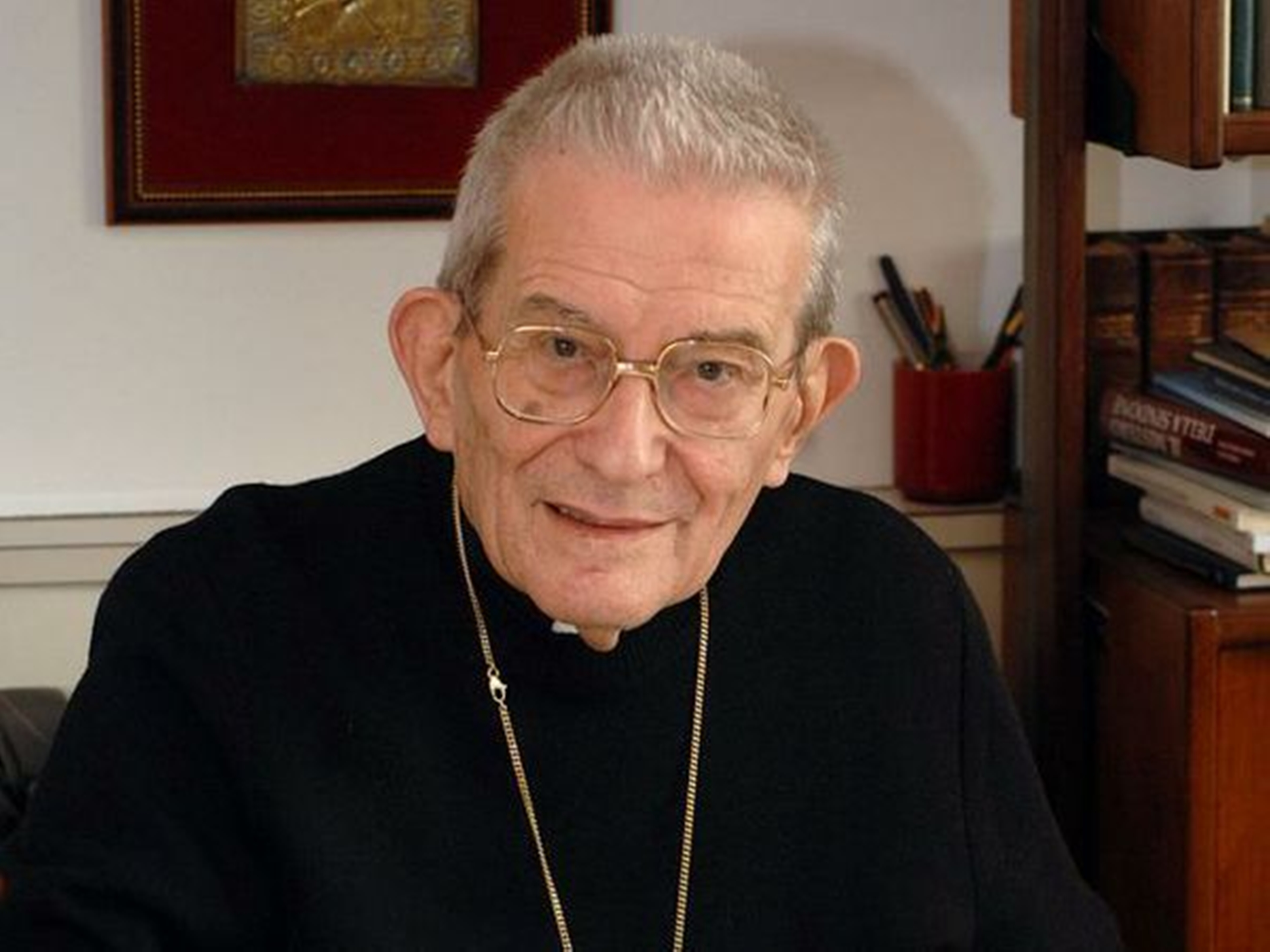
Архієпископ Лоріс Каповілла (2014 рік)

- Архієпископ Лоріс Каповілла (2014 рік)Д-р Солідео Паоліні (Solideo Paolini) — італійський журналіст, письменник; консультант «Фатіма Центр» в Римі. 5 липня 2006 року в місті Сотто-іль-Монте журналіст Солідео Паоліні мав розмову з архієпископом Лорісом Каповілла.[41] Стосовно запитань про Фатімську таємницю прелат сказав:

|  | Ні, зачекай, оскільки текст офіційно оголошено, я повинен дотримуватися того, що було опубліковано в офіційних документах, навіть якщо я можу знати щось більше.[42] Оригінальний текст (англ.) No, look, since it was officially revealed, I must abide by what was declared in the official documents, even if I may know something more. |
Наприкінці зустрічі було домовлено переслати питання поштою в письмовому вигляді. В суботу 8 липня 2006 року журналіст відіслав запитання. 18 липня, також поштою, Паоліні отримав відповідь архієпископа. Ввечері того ж дня, о 18 год. 45 хв., журналіст зателефонував архиєп. Каповіллі, щоб подякувати та уточнити інформацію, коли саме Папа Павло VI прочитав записи Люсії:
|  | — Ваша Екселенціє, стосовно двох дат, коли Папа Павло VI прочитав Третю Таємницю, 27 червня 1963 року чи 27 березня 1965 року? Вони обидві підтверджені різними джерелами, отже — обидві вірні, тому що, фактично, існує два тексти, що відносяться до Третьої Таємниці? Я запитав його прямо. Він трохи помовчав і сказав, дослівно, таке: — Саме так (Per l'appunto).[42][43] Оригінальний текст (англ.) «So, Your Excellency, as regards the two dates in which Pope Paul VI (would have) read the Third Secret, March 27th 1965 and June 27th 1963, which are confirmed by different sources, are they both correct because, in fact, there exists two texts regarding the Third Secret?» I asked him this point-blank.He remained silent for a moment, thinking about it, and then he said to me, literally: «Precisely so (Per l'appunto)». |
- Кардинал Альфредо Оттавіані (Alfredo Ottaviani[en]) — Секретар (Про-Префект) Конгрегації Доктрини Віри з 1959 по 1968 рр. 11 лютого 1967 року під час прес-конференції в Римі кардинал Оттавіані зазначив стосовно с. Люсії та Пророцтва: «Вона записала його на аркуші паперу …».[44] 1976 року теж саме заявив о. Хоакін Алонсо: «Люсія сказала нам, що написала його на аркуші паперу, …».[45] Також відомі спостереження єпископа Жоао Перейра Венансіо 1957 року. Він стверджував, що в конверті сестри Люсії був звичайний аркуш паперу з боковими полями та текстом на 20–25 рядків.[46] Беручи все вище сказане до уваги, критики зазначають, що офіційний текст третьої частини Таємниці написаний на 4 аркушах без полів та має об'єм 62 лінії.[47]
- Отець Хоакін Марія Алонсо (Joaquin Maria Alonso) — був офіційним архіваріусом Фатіми протягом 16 років. 1975 року він підготував до друку свою роботу «Fatima Texts and Critical Studies». Вона складається з 24 томів,[48] які, серед іншого, містять 5396 першоджерел, що охоплюють період від початку об'явлень у Фатімі до 12 листопада 1974 року. Церква заборонила публікацію цієї роботи. Лише в 1990-х роках було видано два перші томи в сильно відредагованій формі.[49] 1976 року в іншій книзі «The Secret of Fatima: Facts and Legends» о. Хоакін пише:

|  | Тому цілком ймовірно, що текст [Третя таємниця] робить конкретні посилання на кризу віри в середині церкви та на халатність самих пасторів. … внутрішню боротьбу в самому лоні церкви і серйозну пасторську недбалість вищого духовенства. … неповноцінність вищої церковної ієрархії.[50] Оригінальний текст (англ.) It is therefore completely probable that the text [of the third Secret] makes concrete references to the crisis of faith within the Church and to the negligence of the pastors themselves. ... internal struggles in the very bosom of the Church and of grave pastoral negligence by the upper hierarchy, ... deficiencies of the upper hierarchy of the Church. |
- Отець д-р Антоніо Марія Мартінс (Father Antonio Maria Martins) — португальський єзуїт, експерт з питань Фатіми. У передмові до бразильського видання Записів сестри Люсії 1973 року категорично стверджує, що третя частина Фатімської таємниці, «Текст якої ще не був розголошений», розглядає тільки питання так званої «кризи церкви».[51] Автор не пояснив, яким чином він дізнався про це, ані надав більших пояснень на цю тему. Бразильський письменник, професор філософії, д-р Антоніо Бореллі, теж схиляється до думки, що головним посилом останньої частини пророцтва є криза в католицькій церкві.[52]
- Кардинал Сільвіо Одді (Silvio Angelo Pio Oddi[en]) — Префект Конгрегації в справах духівництва з 1979 по 1986 рр. 1990 року під час інтерв'ю католицькому виданню «IL Sabato»[53] кардинал сказав журналісту Lucio Brunelli таке:

|  | Вона [Третя таємниця] немає ніякого відношення до Горбачова. Пресвята Діва попереджала нас про апостасію в церкві.[54] Оригінальний текст (англ.) It [the Third Secret] has nothing to do with Gorbachev. The Blessed Virgin was alerting us against apostasy in the Church. |
- Кардинал Маріо Луїджі Чаппі (Mario Luigi Ciappi[en]) — впродовж 1955–1989 рр. був особистим теологом п'ятьох Понтифіків.[55] 1995 року в Зальцбургзі, в приватній розмові з професором Баумгартнером (Baumgartner), кардинал сказав:

|  | В Третій Таємниці передбачено, серед іншого, що велика апостасія в церкві почнеться зверху.[56] Оригінальний текст (англ.) In the Third Secret it is foretold, among other things, that the great apostasy in the Church will begin at the top. |
- Отець Малахія Мартін (Malachi Brendan Martin[en]) — ірландський католицький священник, єзуїт, теолог, письменник, професор Папського біблійного інституту. В лютому 1960 року, працюючи секретарем кардинала Августина Бея (Augustin Bea[en]),[57] о. Малахія особисто ознайомився зі змістом таємниці. В листопаді 1995 року на конгресі «Fatima 2000» він заявив:

|  | Зміст Третього таємниці вказує на таку кризу, якої ще не було в сучасному католицизмі та нездатність ієрархів адекватно на неї відповісти.[58] Оригінальний текст (англ.) The contents of the Third Secret deal with a crisis of the kind which has never occurred in modern Catholicism, and the inability of the hierarchy to tackle this adequately. |
Влітку 1998 року під час чотирьох годинного інтерв'ю в ефірі радіопрограми Art Bell о. Малахія розкрив деякі деталі змісту останнього пророцтва. Він зазначив, що слова Богородиці були сухими та конкретними. Головний посил пророцтва жахливий і стосується апостасії. Оприлюднення могло б спровокувати сильну реакцію. Якщо б це сталося, то сповідальні та церкви наповнилися б людьми. Також священник прокоментував деякі чутки щодо змісту таємниці. Ведучий навів цитату про Папу, який буде перебувати під контролем сатани, на що Малахія відповів: «Так, схоже на те, що вони могли бути ознайомлені з Третьою таємницею».
- Католицька група Контрреформації, заснована богословом абатом Жоржом де Нантом (Georges de Nantes[fr]), вважає, що оголошений текст є повним варіантом третьої таємниці, але стосується Папи Івана Павла I, а не Івана Павла II, зазначивши, що останній, зрештою, не помер, коли на нього напали, у той час як Святіший Отець із Третьої таємниці помер.[60] Альбіно Лучані, згодом Іван Павло I, зустрів Люсію Сантос, коли був патріархом Венеції, і був глибоко зворушений почутим. У листі до колегії після свого обрання, він присягнувся виконати присвячення Росії, про яке Люсію просила Діва Марія.[61] Несподівана смерть не дозволила Папі Римському виконати свою присягу. 28 вересня 1978 року він помер. Понтифікат тривав лише 33 дні. Є поширеною думка про те, що його отруїли (Pope John Paul I conspiracy theories[en]).

## Цікаві факти

Страта Людовика XVI (Гравюра, 1793 рік)

- Після закінчення третьої появи Богородиці, присутні почали розпитувати пастушків. Діти оголосили, що йшлося про таємницю, але розкрити її вони не можуть. На питання — «Добра чи зла?» очевидці відповіли — «Добра для одних, зла для інших».[62] Перед останньою появою, дітей знову запитали про таємницю — «Чи стали би люди сумними, якщо б дізналися зміст таємниці?», на що отримали відповідь — «Так, стали б сумними».[63]
- 13 червня 1929 року сестра Люсія мала видіння Пресвятої Трійці й Непорочного Серця Марії. Богородиця просила про посвячення Росії.[64] Через своїх сповідників та єпископа Лерії с. Люсія сповістила про це Пія XI. Папа Римський пообіцяв взяти послання до уваги, але жодних кроків не було зроблено.[65] 1930 року Ісус Христос в одному із своїх об'явлень сестрі Люсії повідомив, що засмучений небажанням Папи та єпископів посвятити Росію Непорочному Серцю Марії:

|  | Не хочуть послухати Мого прохання. Так, як король Франції, каятимуться і зроблять це пізніше, але буде вже запізно. Росія вже поширить по світу свої блуди, спричиняючи війни, переслідування церкви: Святіший Отець буде багато терпіти. |

Говорячи про короля Франції, Ісус Христос мав на увазі Людовика XVI та обітницю, дану св. Маргариті Марії Алякок. Влітку 1689 року візіонерка Алякок отримала від Ісуса послання для тодішнього короля Франції Людовика XIV. Основний зміст: посвятити короля, його родину та державу Пресвятому Серцю Ісуса. Якщо б це було виконано, Франція отримала б мир, процвітання та стабільність влади на довгі роки. Однак, дане прохання було проігнороване французькими королями. Рівно через 100 років після отримання обітниці, влітку 1789 року почалася Французька революція. У грудні 1792 року Людовика XVI було ув'язнено. Перебуваючи за ґратами, він згадав про обітницю Ісуса Христа і урочисто пообіцяв її виконати, як тільки вийде на волю. Але, було вже пізно. З в'язниці він вийшов на ешафот, де йому гільйотиною відтяли голову.

Нью-Йорк Таймс «Полярне сяйво переполохало Європу» (1938 рік)

- Нью-Йорк Таймс «Полярне сяйво переполохало Європу» (1938 рік)У лютому 1946 року сестра Люсія підтвердила о. Йонґену, що Богородиця під час об'явлення 13 червня 1917 року вимовила ім'я «Пій XI». Але тоді очевидиця не розуміла, йде мова про короля чи Папу. Лише згодом стало ясно, що мова йде про понтифікат Папи Пія XI.[69][70]
- Вночі з 25 на 26 січня 1938 року від 20 год. 45 хв. до 1 год. 15 хв. (з короткими перервами) небо Європи освітило полярне сяйво.[71][72] Люсія вважала, що саме про це знамення сказала Діва Марія: «Коли побачите ніч, освітлену невідомим сяйвом, то знайте, що це великий знак, …». Aurora borealis спостерігали від Канади до Бермудів та від Шотландії до Австрії. Явище було настільки потужним, що зупинило короткохвильове радіо в Канаді та Європі. Міжатлантичне радіосполучення було відновлено лише 26 січня об 11 год. 30 хв. Вчені з університету міста Гренобль (Université de Grenoble[fr]) заявили, що це було найбільше в Західній Європі сяйво починаючи з 1709 року.[73][74]
- 10 лютого 1939 року помер Папа Римський Пій XI. Офіційна дата початку Другої світової війни — 1 вересня 1939 року, час понтифікату Пія XII. Цей факт жодним чином не бентежив с. Люсію. В своїх заявах вона неодноразово наголошувала, що будь-яка дата початку війни світового масштабу є формальною.[75] За понтифікату Пія XI відбувся аншлюс Австрії (березень 1938 року), окупація Судет (жовтень 1938 року). Ще раніше: 1935 р. — напад Італії на Ефіопію; 1936–1939 рр. — Громадянська війна в Іспанії тощо.

Операція «Фелікс»

- Операція «Фелікс»13 травня 1931 року португальський єпископат зібрався у Фатімі і в присутності 300 тис. паломників посвятив Португалію Непорочному Серцю Марії. 13 травня 1936 року єпископи поновили посвяту португальської нації. Зважаючи на громадянську війну в Іспанії, духовенство пообіцяло повернутися в повному складі та зробити це ще раз, якщо Бог врятує Португалію від комуністів. 13 травня 1938 року, коли поразка комуністів в Іспанії було очевидною і загроза поширення «червоної чуми» на Португалію минула, єпископи виконали свою обітницю. Вони провели урочисту церемонію подяки та втретє посвятили португальську націю Непорочному Серцю Марії.[76][77]
- 6 лютого 1939 року сестра Люсія написала єпископу Лейрії, Жозе да Сільві:

|  | … Португалія уникне цієї жахливої війні, оскільки була посвячена єпископами Непорочному Серцю Марії. |

Слова черниці виявилися пророчими. Світова війна оминула її батьківщину. Португалія офіційно проголосила нейтралітет та уникнула руйнувань, людських жертв та окупацію іншими країнами. Директива Гітлера № 18 (операція «Фелікс» (1940 р.)) про захоплення Гібралтару та окупацію Португалії не була реалізована. Така сама доля спіткала й інші військові плани нацистів: операція «Ізабелла» (1941 р.), операція «Ілона» (згодом операція «Гізела» (1942 р.)), операція «Нюрнберг» (1943 р.).

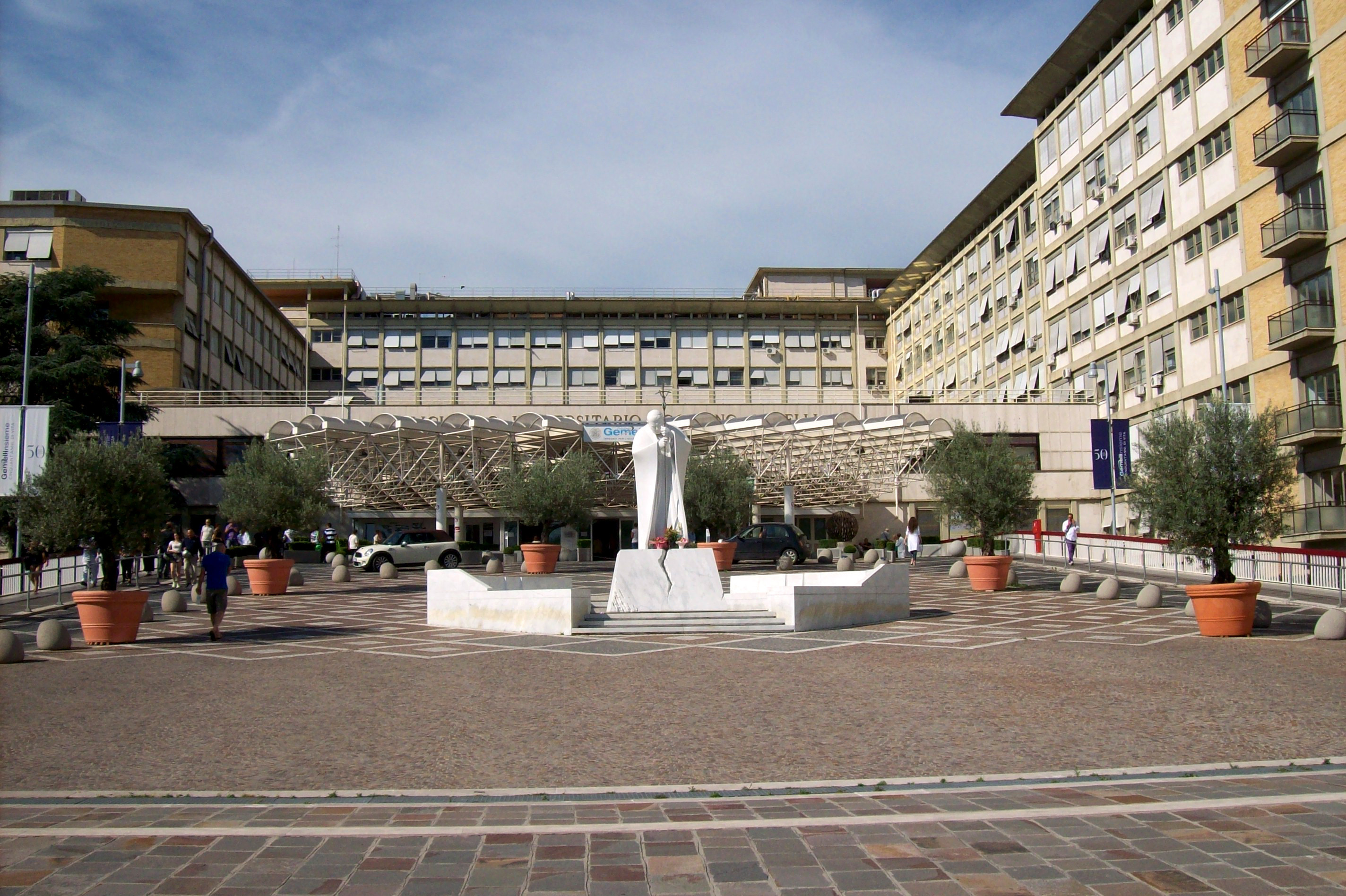
Лікарня Августина Джемеллі, головний вхід. В центрі — статуя Івана Павла II.

- Лікарня Августина Джемеллі, головний вхід. В центрі — статуя Івана Павла II.13 липня 1917 року відбулося третє об'явлення Богородиці, під час якого Діва Марія повідомила пастушкам Фатімську таємницю. За іронією долі, 13 липня 2010 року від раку гортані помер Джузеппе Де Карлі, пропонент Ватикану та співавтор книги Тарчізіо Бертоне «Остання таємниця Фатіми».[83] Останні дні він провів в римській лікарні Агостіно Джемеллі.[84][85] Цей заклад відомий тим, що в 1981 році тут лікували після поранення Папу Івана Павла II.[86] Більше того, 18 липня, перебуваючи в стінах Gemelli Polyclinic, Папа розпорядився привезти йому конверт с. Люсії й вперше прочитав останню частину Таємниці.[87][88][89]

### Українською мовою
- Бореллі, А. Антоніо. Фатімське послання — Трагедія чи Надія? — Львів: СТРІМ, 1995.
- Гонзага да Фонеска. Марія говорить до людей світу. — Львів: Видавництво оо. Василіян, 1993.
- Спогади сестри Люсії з Фатіми. — Portugal: Secretariado dos Pastorinhos Fatima, 2006.
- Штавдінґер, О. Об'явлення Серця Марії у Фатімі. — Торонто: Видавництво оо. Василіян, 1960.

### Португальською мовою
- Ayres da Fonseca, S.J., P.Luiz Gonzaga. Nossa Senhora de Fátima. — 5erne edition, Petropolis, Brasil: Editora Vozes, 1954.
- De Marchi, I.M.C., P.Jean. 1) Era uma Senhora mais brilhante do que o sol … 3erne edition, Cova da Iria, Portugal: Seminário das Missões de Nossa Senhora de Fátima; 2) Traduction en anglais sous le titre de «The Crusade of Fatima — The Lady more brilliant than the Sun». — 3rd printing, New York: P.J. Kenedy & Sons, 1948.
- Fazenda, S.J., P. António de Almeida. Meditações dos primeiros Sábados. — 2ª edição, Braga, Portugal: Mensageiro do Coração de Jesus, 1953.
- Galamba de Oliveira, Chanóine José. História das Aparições. Dans Fatima, Altar do Mundo, vol. II, pp. 21–160. — Porto, Portugal: Ocidental Editora, 1954.
- Mariz, S.J., P.Luiz Gonzaga. Fátima, onde o céu tocou a terra. — 2ª edição, Salvador, Brasil: Editora Mensageiro da Fé, 1954.
- Memórias e cartas da Irmã Lúcia. Introdução e notas pelo Padre Dr. António Maria Martins, S.J., Porto, Portugal: Composição e impressão de Simão Guimarães, Filhos, 1973.
- Neves, P.Moreira das. As grandes jornadas de Fátima. Dans Fátima, altar do Mundo, vol. II, pp. 205–303. — Porto, Portugal: Ocidental Editora, 1954.
- Reis, P.Sebastião Martins dos. A vidente de Fátima dialoga e responde pelas Aparições. — Braga, Portugal: Tipografia Editorial Franciscana, 1970.
- Reis, P.Sebastião Martins dos. Síntese crítica de Fátima: Incidências e repercussões. — Évora, Portugal: Edição do Autor, 1967.
- Rendeiro, O.P., Frere Francisco. A consagração pela Igreja do culto de Nossa Senhora de Fátima. Dans Fátima, altar do Mundo, vol. II, pp. 163–198. — Porto, Portugal: Ocidental Editora, 1954,
- Walsh, William Thomas. Nossa Senhora de Fátima. — 2ª edição, São Paulo: Edições Melhoramentos, 1949.

### Англійською мовою
- Alonso, Joaquin Maria; Kondor, Luis. Fátima in Lucia's own words: sister Lucia's memoirs. — Secretariado dos Pastorinhos, 1998. ISBN 978-972-8524-00-5
- Cuneo, Michael. The Vengeful Virgin: Studies in Contemporary Catholic Apocalypticism (in Robbins, Thomas; Palmer, Susan J. Millennium, messiahs, and mayhem: contemporary apocalyptic movements). — New York: Psychology Press, 1997. ISBN 978-0-415-91649-3
- De Marchi, John. Fatima: The Full Story. — AMI Press, June 1986. ISBN 091198870X, ISBN 978-0911988703
- De Marchi, John. The Immaculate Heart. — New York: Farrar, Straus and Young, 1952.
- De Marchi, John. The True Story of Fatima. — St. Paul, Minnesota: Catechetical Guild Entertainment Society, 1952.
- Ferrara, Christopher. The Secret Still Hidden. — Good Counsel Publications Inc., 2008. ISBN 978-0-9815357-0-8
- Frère François de Marie des Anges. Fatima: Tragedy and Triumph. — New York, 1994.
- Frere Michel de la Sainte Trinite. The Whole Truth About Fatima. — Volume III, New York, 1990.
- Kramer, Father Paul. The Devil's Final Battle. — Good Counsel Publications Inc., 2002. ISBN 978-0-9663046-5-7
- O'Carroll, Michael; Tindal-Robertson, Timothy. Fatima, Russia & Pope John Paul II. — Still River, MA: Ravengate Press, June 1986. ISBN 0911218246, ISBN 9780911218244
- Nickell, Joe. Looking for a Miracle: Weeping Icons, Relics, Stigmata, Visions & Healing Cures. — Prometheus Books, 1998. ISBN 1-57392-680-9
- Nick Perry and Loreto Echevarria. Under the Heel of Mary. — New York: Routledge, 1988. ISBN 0-415-01296-1
- Sandra Zimdars-Swartz. Encountering Mary. — Princeton: Princeton University Press, 1991. ISBN 0-691-07371-6
- Tindal-Robertson, Timothy. Fatima, Russia & Pope John Paul II. — Still River, MA: Ravengate Press, 1998. ISBN 0911218270
- Walsh, William Thomas. Our Lady of Fatima. — New York: An Image Book Doubleday, May 1990. ISBN 0385028695

### Німецькою мовою
- Johannes Fiebag: Die geheime Botschaft von Fatima: Was geschah 1917 in Portugal wirklich? Ed. GIE, Tübingen 1986.
- L. Gonzaga da Fonseca: Maria spricht zur Welt. 15. Auflage. Tyrolia, Innsbruck-Wien-München 1963.
- Michael Hesemann: Das Fatima-Geheimnis. 2. Auflage. Kopp Verlag[de], Rottenburg 2002/5, ISBN 3-930219-44-1
- Crista Kramer von Reisswitz: Das letzte Geheimnis von Fatima. Johannes Paul II. bricht das Schweigen. Pattloch, München 2000, ISBN 3-629-01629-4
- Luis Kondor (Hrsg.): Schwester Lucia spricht über Fatima. Erinnerungen der Schwester Lucia. Postulação, Fatima 1977 (3. Aufl., Übersetzung aus dem Portugiesischen)
- Maria Lúcia: Die Aufrufe der Botschaft von Fatima. Secretariado dos Pastorinhos, Fatima 2002 (Übersetzung aus dem Portugiesischen), ISBN 972-8524-27-7
- Kardinal Tarciso Bertone, Giuseppe De Carli: Die Seherin von Fatima. Meine Gespräche mit Schwester Lucia. Heyne, München 2009, ISBN 978-3-453-64520-2

### Французькою мовою
- Bernard Lecomte. Les Secrets du Vatican. — chapitre 16: «Le troisième secret de Fátima», p. 325—349. — Paris: Perrin[fr], 2009.
- Chanoine C. Barthas. Il était trois petits enfants. — Montsûrs (Mayenne): Résiac, 1990.
- Emilie Bonvin, Le 3e Secret de Fatima. — Prières et Révélations, Exclusif, 2011. ISBN 9782848910864
- Gérard de Sède. Fátima, enquête sur une imposture. — Paris: Alain Moreau, 1977.
- Gilles Pinon. Le «Miracle» de Fátima. — Interkeltia, 2010. ISBN 9782357780262
- Frère Michel de la Sainte Trinité. Toute la vérité sur Fatima. — Éditions de la Renaissance catholique, 1986.
- Pierre Jovanovic. Notre-Dame de l'Apocalypse ou le troisième secret de Fátima. — Le Jardin des Livres, 2008.
- Sœur Lucie. Mémoires de sœur Lucie. — Fátima: Secrétariat des Pastoureaux (Secretariado dos Pastorinhos), 2005. ISBN 9728524250

### Італійською мовою
- Congregazione per la Dottrina della Fede, Il Messaggio di Fatima, presentazione del cardinale Tarcisio Bertone e commento teologico dell'allora cardinale Joseph Ratzinger, Città del Vaticano, Libreria Editrice Vaticana, 2000.
- Catechismo della Chiesa Cattolica(CCC), Ed. Libreria Editrice Vaticana, 1999, ISBN 8820926385
- Lucia Dos Santos, Memorie di Suor Lucia Vol. I, SECRETARIADO DOS PASTORINHOS, 8ª Ed. aprile 2005, ISBN 978-9728524319, Imprimatur: Fatimae, 28 Martii 2007, † Antonius, Episc. Leiriensis — Fatimensis
- Lucia Dos Santos, Lucia racconta Fatima. Memorie, lettere e documenti di Suor Lucia, Brescia, Queriniana, 1999.
- Lucia Dos Santos, Gli appelli del messaggio di Fatima, Città del Vaticano, Libreria editrice Vaticana, 2000.
- Luigi Gonzaga da Fonseca, Le meraviglie di Fatima. Apparizioni, culto, miracoli, 2001, San Paolo Edizioni
- Pietro Cantoni, [1] Lo «status» teologico del messaggio di Fatima, in Cristianità n.313, 2002.
- Antonio Socci, Il quarto segreto di Fatima, Milano, Ed. Rizzoli, 2006, ISBN 8817009938
- Chistopher A.Ferrara, Il segreto ancora nascosto, New York, Ed. Good Counsel Pubblication, 2008, ISBN 978-88-903559-0-5
- Umberto Eco, Terzo segreto di Fatima: ogni veggente vede quello che sa, in Scienza e Paranormale, 2000.